# اخلاق
اخلاق، اخلاقی‌بودن یا دانش اخلاق (به انگلیسی: Morality)، دسته‌ای از علوم انسانی است که موضوع آن شناخت مصادیق ارزش‌ها و بیانگر راه‌های کسب فضائل و ترک رذائل اخلاقی است. اخلاق می‌تواند از دید روان‌شناسی برای خوب یا بد بودن دیدگاه دگر افراد یا حس عاطفی آنها و همچنین ذهنیت صمیمانه مفید و کار آمد باشد. دربارهٔ خوب یا بد بودن یک امر دیدگاه‌های مختلفی وجود دارد؛ مثلاً در یک دیدگاه، تنها در صورتی یک امر خوب است که نتیجه‌های دلخواه به همراه داشته باشد (پیامدگرایی) اما دیدگاهی دیگر، بدون رد نتیجه‌های دلخواه، خوب بودن یک امر را ذاتی می‌داند (وظیفه‌گرایی) یا در دیدگاهی دیگر می‌توان گفت، خوب و بد، مفاهیمی هستند درخدمت بقاء و تولیدمثل؛ یعنی چیزی خوب است که به نفع بقاء و تولید مثل ژن‌ها باشد و چیزی بد است که به این موارد ضرر بزند (فرگشت‌گرایی). مسئله اخلاق با توجه به جایگاه علمی آن در معارف دینی، همواره مورد توجه علمای دین بوده است. همچنین هر مکتبی داعیه دار مباحث اخلاقی است و در این باره سخنی به میان می‌آورد چرا که اخلاق ریشه در فطرت انسان دارد. برخی از ادیان، گرایش دوم در اخلاق را پذیرفته و ادعا می‌نمایند. در اخلاق دین‌مدار این نتیجه‌ها ممکن است در جهان دیگر که فرامادی است نیز اتفاق بیافتند اما در اخلاق غیر دینی، رخداد نتیجه‌های دلخواه برای مثلاً جامعهٔ انسانی، تنها در جهان مادی مد نظر است. در این اخلاق ریزالگوهای اخلاقی و این‌که چه اموری نتیجه‌هایی دلخواه برای جامعهٔ انسانی دارند، ممکن است با اجماع روانشناسان و جامعه‌شناسان برجسته تعیین شود نه لزوماً متولیان دین.

## اصطلاح
اخلاقیات در دو زمینه به کار می‌روند، یکم: تشخیص فردی (خوب از بد) و دوم: روش‌های رفتاری که گاه به عنوان «عرف رفتاری» نهادینه شده در یک گروه فرهنگی، مذهبی، اجتماعی یا فلسفی شناخته می‌شود.
اخلاقیات فردی با اهداف درست یا غلط، انگیزه‌ها یا اعمال تعریف و تشخیص داده می‌شوند؛ اهدافی که آموخته شده‌اند، ایجاد شده‌اند یا از طرف اشخاصی که در گروه هستند، توسعه یافته‌اند.
در زبان فرانسه واژه اخلاقیات به معنای آداب و رسوم نیز به کار می‌رود.
تعریف فرهنگ لاروس (le Petit Larousse) از اخلاقیات به شرح زیر است:
Morale به لاتین (mores, mœurs):
- مجموعه قوانین کردار و ارزش‌هایی که در یک جامعه به عنوان هنجار شناخته می‌شود.
- تئوری اهداف غایی کردار انسان
- اهداف و نتیجه‌گیری عملی یک داستان
- دکترین خوشبختی انسان‌ها و روش‌های رسیدن به این هدف
- مجموعه خاصی از قوانین رفتاری

همچنین فرهنگ فرانسه روبر (Le Petit Robert) این‌گونه تعرف شده است: اخلاقیات: علم خوبی و بدی، اصول رفتار؛ تئوری رفتار انسانی به مثابه تکالیفی برای رسیدن به خوبی.
علم اخلاقیات، مجموعه اشکال مختلف خُلق و خوی یک شخص، تعریف‌کننده یک رفتار. اخلاقیات اغلب به یک سنت آرمانی وابسته است (مدل کانتی) که بین چیزی که هست و چیزی که باید باشد، تمایز ایجاد می‌کند، درحالی‌که آداب و رسوم وابسته به یک سنت مادی گرا است (مدل اسپینوزا) که تنها به دنبال پیشبرد واقعیت‌های موجود برای دستیابی به خوشبختی همگانی، از طریق رفتار منطقی است.
از دیدگاه درست رفتاری (déontologie)، اخلاقیات در مورد نظام تکالیفی که باید در یک حرفه انجام شود، بحث می‌شود.
از دیدگاه زبان عامی و فنی اخلاق به سه معنی به کار می‌رود∗
1. خُلق یعنی: خوی، طبع، سجیه، عادت∗، و جمع آن اخلاق است.
2. صفت اخلاقی: عامل انجام یک عمل اخلاقی در شرایط خاص، به‌طور ناخودآگاه و شرطی∗ مثل بخشندگی و دروغگویی
3. عمل اخلاقی: آن نوع عمل که بتوان در مورد خوب یا بد بودن آن قضاوت کرد. می‌تواند آگاهانه یا بی‌اختیار و عادتی (در اثر یک خلق) باشد. مثل یک بار بخشیدن و دروغ گفتن و …

## تاریخ
یکی از اولین کتاب‌هایی که مستقلاً به علم اخلاق پرداخته است کتاب اخلاق نیکوماخوس اثر ارسطو است که خطاب به فرزندش، نیکوماخوس نوشته است.

## اخلاق در اسلام
دسته‌بندی آموزه‌های اخلاقی اسلام توسّط محسن میرباقری در دوره الفبای زیستن، چنین بیان شده است:
- در ارتباط با خداوند شامل: معرفت الله، حب الله، عبادت الله، ذکرالله، تسلیم، توکل، تفویض، حسن ظن و دعا
- در ارتباط با خویشتن شامل: شناخت نفس، تربیت نفس و راه‌های آن[۳][۴]

## اخلاق در شاهنامه
پیش نویس:محمد رسولی در مقاله ی اخلاق در شاهنامه نوشته است:اخلاق در شاهنامه به سه روش گفته شده است: نخست از راه بیان کردار و رفتار ایرانیان، اخلاق گزارش شده است؛ یعنی در حال گزارش تاریخ، آنچه که ایرانیان و به ویژه بزرگان و پهلوانان نامی ایران انجام داده‌اند، گویای منش و اخلاق ایرانی است.

## ارتباط اخلاق با علوم دیگر
جایگاه اخلاق در نقشهٔ علم، در انتهاست.

دسته‌بندی علوم توسّط خواجه نصیر الدین طوسی در آغاز کتاب اخلاق ناصری، جایگاه علم اخلاق را در بین سایر علوم چنین آورده:
- علومی که به شناخت موجودات می‌پردازند
  - نظری: وجود موضوع آن‌ها وابسته به حرکت ارادی انسان است.
    - ما بعد الطبیعه: موضوعشان مجرد از ماده
    - ریاضی
      - ۴ قسم

    - طبیعی
      - ۸ قسم

  - عملی: وجود موضوع آن‌ها مستقل از حرکت ارادی انسان است «این علوم دانش به مصالح حرکات ارادی و افعال صناعی انسان هستند، به گونه‌ای که احوال آن‌ها را سازمان دهند و آنان را به کمال شایسته‌شان برساند.»
    - تهذیب اخلاق: در مورد امور فردی بحث می‌کند.
    - تدبیر منزل: مربوط به گروه کوچکی که
    - سیاست مدن: مربوط به جمعی است که در شهر، مملکت و مانند آن زندگی می‌کنند

### وابستگی
علم اخلاق مبادی اش را از علوم منطق، مابعدالطّبیعه (یعنی فلسفه) برای مبادی هستی شناختی، و علم‌النّفس (انسان‌شناسی) و روان‌شناسی می‌گیرد. شاخه‌ای از اخلاق که عهده‌دار تأمین مبادی اخلاق است فرا اخلاق نام دارد؛ لذا فرا اخلاق یک علم درجه دوم است؛ یعنی چون بر اساس علم منطق علوم را باید بر حسب موضوع شان و نه محمول شان دسته‌بندی نمود؛ و موضوع فرااخلاق در علوم دیگر است؛ فرا اخلاق یک علم یا شاخه‌ای از آن نیست.

### پیش‌درآمدی
علم اخلاق در فراهم آوردن مبادی علم حقوق و سیاست و تدبیر مُدُن نقش دارد. ارسطو، کتاب اخلاق نیکوماخوس اش را به عنوان مقدّمه‌ای برای کتاب سیاست مُدُنش نوشته
علم اخلاق بعضی از مبادی دو علم تدبیر منزل و سیاست مدن را نیز تأمین می‌کند.

## شاخه‌های اخلاق
اخلاق به سه شاخهٔ کاملاً مجزا تقسیم می‌شود∗:
1. فلسفه اخلاق که شاخه‌ای از فلسفه∗ است و وظیفهٔ آن پاسخ به پرسش‌هایی از این قبیل به عنوان پایهٔ اخلاق نظری ست:[۷]
  1. خوب و بد یعنی چه؟
  2. ماهیت و حقیقت∗ مفاهیم اخلاقی چیست؟
  3. قضایا∗ی اخلاق اخباری اند یا انشایی∗؟
  4. مسائل اخلاقی جهانی و جاودانه (مطلق) اند، یا سرزمینی و موقّت (نسبی)؟
  5. معیار کلی خوبی و بدی یک صفت یا رفتار اخلاقی چیست؟
  6. شرایط و حوزه‌های مسئولیت اخلاقی چیست؟
2. اخلاق نظری که وظیفهٔ آن مطالعهٔ صفات و اعمال اخلاقی و پاسخ به انتظاراتی است از قبیل:
  1. شناسایی، دسته‌بندی و تعریف صفات و اعمال اخلاقی در حوزهٔ عمومی
  2. شناخت ریشه‌ها و پیامدهای آنها
  3. قضاوت در مورد خوبی یا بدی صفات کلان (صفاتی که محدود به حوزهٔ خاصی از زندگی نیستند). این قسمت از اخلاق یک فن[۸] یا روش یا قانون یا باید و نباید است، نه یک علم؛ یعنی مربوط به آنچه باید، نه آنچه هست.[۹][۱۰]
  4. شناسایی حوزه‌های خاص اخلاق∗.
  5. دادن قدرت استدلال در مورد خوبی یا بدی اعمال و صفات اخلاقی در حوزه‌های خاص به آموزنده.
3. اخلاق عملی یا تربیت اخلاقی∗ فنی[۸] ست برای رسیدن از وضعیت مطلوب ناموجود به وضعیّت موجود مطلوب در اخلاق. از این نظر اخلاق اساس معنویت است[۱۱]؛ و انسانی که اخلاقی تر است، معنوی تر نیز هست∗. همچنین این قسم از اخلاق یک فن است.[۸] از مهم‌ترین مسائل مطرح در این حوزه می‌توان به موارد زیر اشاره کرد:
  1. شناخت و استفاده از مبادی رفتار[۱۲]
    1. مبادی رفتار از نظر علمای پیشین از این قرار است: تصور + تصدیق∗ به فایده + شوق مؤکد.
    2. روان شناسان معاصر ترکیب مشابه دیگری را پیش رو نهاده‌اند: شناخت + انگیزش + توان عملی.

  2. روش ایجاد و از بین بردن صفات اخلاقی

در یک دیدگاه دیگر شاخه‌های اخلاق به ارتباطات انسانی بازگشت می‌کند یعنی ارتباطات چهارگانه انسان که عبارتند از:
1. ارتباط انسان با خدا
2. ارتباط انسان با خود
3. ارتباط انسان با دیگران (جامعه)
4. ارتباط انسان با طبیعت

بر همین اساس در تقسیم‌بندی و شاخه‌های اخلاق این موارد شکل می‌گیرد:

## ج. اخلاق فردی (مناسبات آدمی در قلمرو خویش)
ج ـ ۱. فضایل اخلاقی
ج ـ ۲. رذایل اخلاقی (اخلاق فردی)

## د. اخلاق اجتماعی (مناسبات آدمی با انسان‌ها)
د ـ ۱. فضایل اخلاقی
د ـ ۲. رذایل اخلاق (اخلاق اجتماعی)
هـ. بخش اخلاق کاربردی و هنجاری (عملی)

## ج. اخلاق فردی (مناسبات آدمی در قلمرو خویش)
ج ـ ۱. فضایل اخلاقی
ج ـ ۲. رذایل اخلاقی (اخلاق فردی)

## د. اخلاق اجتماعی (مناسبات آدمی با انسان‌ها)
د ـ ۱. فضایل اخلاقی
د ـ ۲. رذایل اخلاق (اخلاق اجتماعی)
هـ. بخش اخلاق کاربردی و هنجاری (عملی)

## توضیحات
1. ^ علوم انسانی دسته‌ای از علوم دانشگاهی اند که در آن‌ها با روش‌های عموماً تحلیلی، انتقادی و تفکری-تعمقی امور انسانی را مطالعه می‌کنند. این روش‌ها معمولاً در تقابل با روش‌های تجربی در علوم پایه و علوم اجتماعی قرار می‌گیرند. (ویکی‌پدیا)
2. ^ که به هیچ وجه محدود به زبان فارسی و فرهنگ اسلامی نیست.
3. ^ در روان‌شناسی در مورد معنای آن بحث می‌شود.
4. ^  برای مطالعه در مورد عادت و شرطی‌سازی و یادگیری به کتاب روان‌شناسی عمومی، دکتر حمزه گنجی یا منابع مشابه رجوع فرمایید.
5. ^ این شاخه‌ها با هم اشتباه گرفته نمی‌شوند. اما از سویی در بسیاری از منابع قدیم اخلاق، علم اخلاق صرفاً به دومی و سومی گفته می‌شود (مانند معراج السّعاده)؛ و از سویی هم در متون غربی جدید از اخلاق صرفاً به عنوان شاخه‌ای از فلسفه یاد می‌شود و قسمت دوم و سوم نیز گاه جزو آن می‌آید.
6. ^ فلسفه مطالعهٔ مسائل کلی و اساسی پیرامون موضوعاتی چون وجود، آگاهی، حقیقت، عدالت، زیبایی، اعتبار، ذهن و زبان است. وجه افتراق فلسفه با راه‌های دیگر پرداختن به این پرسش‌ها (راه‌هایی نظیر عرفان و اسطوره) رویکرد نقّادانه و معمولاً سامان‌مند فلسفه و تکیه‌اش بر استدلال‌های عقلانی‌است. (ویکی‌پدیا)
7. ^ اصطلاح فلسفی. رجوع شود به آشنایی با علوم اسلامی، جلد ۱، اثر شهید مطهّری
8. ^ اصطلاحی در علم منطق. رجوع شود به منطق کاربردی، اثر علی اصغر خندان
9. ^ دو نوع جمله در علم زبان‌شناسی
10. ^ مدرّسان گاه این قسمت را اخلاق کاربردی می‌خوانند. اما این نامی برای اخلاق اختصاصی نیست.
11. ^ عرفان عملی مساوی اخلاق عملی نیست، بلکه صرفاً بهترین فن تربیت اخلاقی، آن هم در محدودهٔ اخلاق اسلامی ست. نه در قلمرو کلّی اخلاق.
12. ^ به‌طور مشابه، در صنعت تولید دقّت اندازه ملاک کیفیت است. محصولی بهتر است، که در طی فرایند تولید، در ابعادی هر چه دقیق تر ساخته شده باشد.
13. ^ تصوّر و تصدیق دو اصطلاح در علم منطق می‌باشند. رجوع شود به منطق کاربردی، اثر علی اصغر خندان

## درستکاری
اخلاقیات می‌تواند فردی باشد، در این حالت شامل یک باید شخصی است، شخص خود تصمیم گیرنده و وضع‌کننده قانونی است که او را به انجام یا عدم انجام فعلی ملزم می‌کند. در این حالت هدف اخلاقیات و درستکاری، پیشبرد و بهبود وضعیت زندگی در جامعه است.
تئوری‌های مختلفی در مورد رابطه بین اخلاقیات و درستکاری وجود دارد. تحلیلگران از دو دایره برای نشان دادن رابطه این دو مقوله استفاده می‌کنند. برای بعضی از آنها، این دو دایره هم مرکز هستند و در این حالت، درستکاری کاملاً درون اخلاقیات قرار می‌گیرد. برخی دیگر معتقدند که این دو دایره با هم تلاقی دارند و بدین ترتیب سه وضعیت پیش می‌آید: قوانین اخلاقی بدون ابعاد قضایی، قوانین قضایی بدون بعد اخلاقی و قسمت مشترک آن، قوانین اخلاقی که دارای بعد قضایی نیز هستند. برخی دیگر نیز این دو دایره را کاملاً از هم مجزا می‌انگارند، ولی این نظریه به دلیل داشتن استثنائات زیاد قابل قبول نیست.
اخلاقیات و درستکاری هر کدام زمینه‌های مشخص خود را دارند، از هم جدا هستند ولی در عین حال نقاط تماسی با یکدیگر دارند، نه می‌توان در مورد جدایی آن‌ها صحبت کرد، و نه می‌توان آن‌ها را ممزوج دانست.
اخلاقیات می‌تواند منحصر به یک (هر) فرد باشد و تنها در مورد او صدق کند، در حالی که درستکاری تنها در جامعه معنا پیدا می‌کند.

## بحث‌های معاصر اخلاق
قدمعلی سرامی دربارهٔ علم اخلاق معاصر اینگونه بیان می‌دارد: «میان این انسانی که عقلای عشق‌گریز قوم بر آن علم اخلاق خویش را استوار داشته‌اند، با انسانی که اندیشمندان عاشق‌پیشه در نظر داشته‌اند، از زمین تا آسمان راه است. علم اخلاق عاشقانه، براساس شناخت خلق و خوی همهٔ آدمیان بنیاد گرفته است. در این علم، همهٔ فرزندان آدم چه هابیلی و چه قابیلی و طبیعت‌هایشان، آدمانه است. در این دانش عاشقانه، سیاووش و سودابه، عصمت و عصیان، در کنار هم‌اند و حتی ابلیس مرجوم ظاهر است و در باطن، تکلیف او با خدای کرام‌الکاتبین خواهد بود. در این اخلاق، عقل و نفس مکمّل یکدیگرند که اندر این ملک چو طاووس به کار است مگس.»
- آداب و رسوم مسئولیت در زمینه‌های فناوری و علوم (هانس یوهانسا)
- مسئولیت اجتماعی شرکت‌ها
- نسبیت در اخلاق
- آداب و رسوم طبیعت داری (la bioéthique)
- حقوق حیوانات
- آداب و رسوم کار
- حقوق بشر
- تساهل و تسامح
- اخلاق گرایی یا سخت‌گیری افراطی در مورد اخلاقیات
- مباحث اخلاق کاربردی به صورت فراگیر همچون بحث اتانازی (به مرگی/ به کشی) و سقط جنین